# 마차 경주

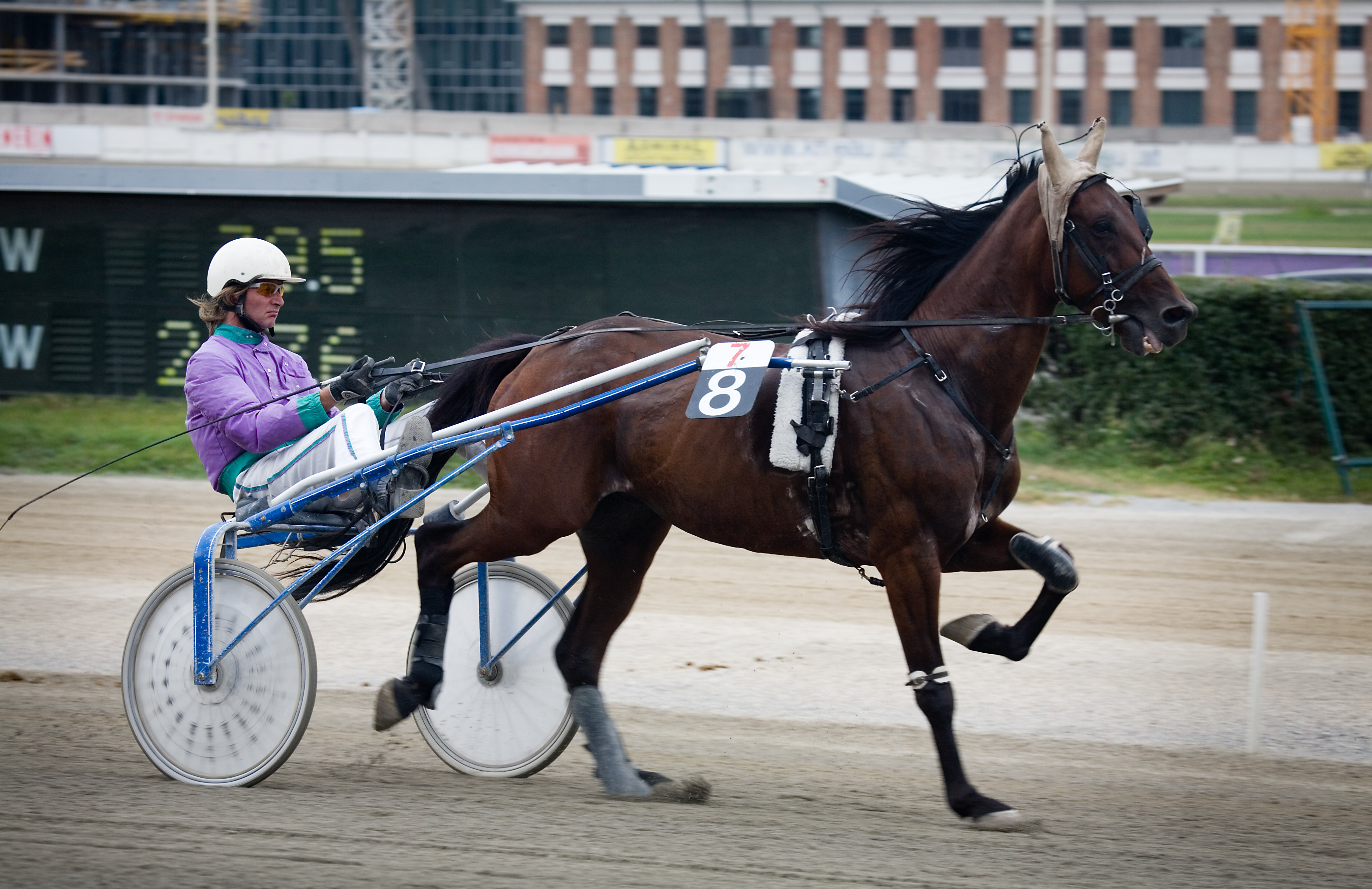
마차 경주

마차 경주(영어: harness racing)는 경마 계열 경주의 일종으로 두 바퀴가 달린 마차를 채운 말(주로 스탠더드브레드)이 벌이는 경주다. 평지경주와는 주행시 속보를 사용한다는 점과 기수가 말의 등에 기승하지 않는다는 점에서 다르다.
〈대한민국 한국마사회〉법시행령 제3조에서는 ‘마사회 규약이 정하는 마차로 1,000m 이상의 거리를 경주하는 것’으로 정의하고 있다.

## 같이 보기
- 전차 경주